# Igor Paklin
Igor Paklin (em russo: Игорь Васильевич Паклин, Frunze, RSS da Quirguízia, 15 de junho de 1963) é um antigo atleta, especialista em salto em altura, que representou a União Soviética e mais tarde o Quirguistão. Foi recordista do mundo, com 2,41 m, entre 1985 e 1987, ano em que o sueco Patrik Sjöberg lhe arrebatou a distinção. Só este, o cubano Javier Sotomayor, atual recordista, Mutaz Essa Barshim e Bogdan Bondarenko saltaram mais alto do que Paklin.

## Carreira
Como início da sua carreira internacional, Paklin foi seleccionado para participar nos Campeonatos Mundiais de 1983, em Helsínquia, onde logrou classificar-se em quarto lugar com uma marca igual à de três ex-recordistas mundiais: o chinês Zhu Jianhua, o alemão ocidental Dietmar Mögenburg e o norte-americano Dwight Stones. No ano seguinte saltaria 2,36 m, em pista coberta, mas a sua boa condição não pôde ser demonstrada nas Olimpíadas de Los Angeles, devido ao boicote do bloco comunista.
No dia 4 de setembro de 1985, na cidade japonesa de Kobe, vence a final das Universíadas de Verão com um salto de 2,41 m, mais um centímetro que o recorde mundial do seu compatriota Rudolf Povarnitsyn, estabelecido três semanas antes em Donetsk.
No ano de 1986, no meeting de Rieti, salta 2,38 m, melhor marca mundial do ano, partindo para os Europeus de Estugarda como grande favorito. A expectativa não é defraudada e Paklin sagra-se campeão europeu com uma marca de 2,34 m. Em março de 1987 vence o Campeonato Mundial de Atletismo em Pista Coberta celebrado em Indianápolis, ao transpor a fasquia colocada a 2,38 m. Durante esse ano, o sueco Patrik Sjöberg arrebata-lhe o recorde mundial, ao fazer 2,42 m em Estocolmo. Apesar da contrariedade, Paklin obtém a medalha de prata nos Campeonatos Mundiais de 1987, com a mesma marca (2,38 m) do vencedor Sjöberg e ex-aequo com o seu compatriota Gennadiy Avdeyenko.
A partir de 1988 a aua carreira entra prematuramente numa fase de declínio, com resultados longe do pódio das grandes competições internacionais. Nesse ano participaria nos Jogos Olímpicos de 1988, mas a marca de 2,31 m não lhe daria para melhor do que um 7º lugar, perdendo assim a última oportunidade de lograr uma medalha olímpica. Ainda foi seleccionado para os Campeonatos Mundiais de 1991, onde não passou do 10º lugar com apenas 2,24 m.